# الحمراء (الشرية)

تعديل مصدري - تعديل

الحمراء هي إحدى قرى عزلة آل غنيم بمديرية الشرية التابعة لمحافظة البيضاء، بلغ تعداد سكانها 174 نسمة حسب تعداد اليمن لعام 2004.